# Brighton Bears
Maillots
Les Brighton Bears sont un ancien club franchisé de basket-ball anglais situé à Brighton et ayant appartenu à la British Basketball League.

## Palmarès
- British Basketball League : 1993, 1994, 1995

## Joueurs célèbres et marquants
- Dennis Rodman (3 rencontres en 2006)

## Entraîneur
- 1995-1996 ;  Colin Irish

## Entraineurs successifs
- Nick Nurse (2001-2006)